# Halowe Mistrzostwa Świata w Lekkoatletyce 1999 – bieg na 3000 m mężczyzn
Bieg na 3000 m mężczyzn – jedna z konkurencji rozgrywanych podczas halowych mistrzostw świata w lekkoatletyce w 1999, zmagania w niej odbyły się 5 marca.
Do konkursu zgłoszonych zostało 13 zawodników z 9 państw.
Zawody w tej konkurencji wygrał reprezentant Etiopii Haile Gebrselassie. Drugą pozycję zajął zawodnik z Kenii Paul Bitok, trzecią zaś reprezentujący Etiopię Million Wolde.

## Wyniki
| Miejsce | Zawodnik           | Państwo           | Wynik   | Uwagi |
| ------- | ------------------ | ----------------- | ------- | ----- |
| 01 !    | Haile Gebrselassie | Etiopia           | 7:53,57 |       |
| 02 !    | Paul Bitok         | Kenia             | 7:53,79 |       |
| 03 !    | Million Wolde      | Etiopia           | 7:53,85 |       |
| 4.      | Gennaro Di Napoli  | Włochy            | 7:55,60 |       |
| 5.      | Yousef El Nasri    | Hiszpania         | 7:56,70 |       |
| 6.      | Steve Holman       | Stany Zjednoczone | 7:56,96 |       |
| 7.      | Darren Lynch       | Australia         | 7:58,12 |       |
| 8.      | Marco Antonio Rufo | Hiszpania         | 7:58,24 |       |
| 9.      | Ali Saïdi-Sief     | Algieria          | 8:02,20 |       |
| 10.     | Brian Baker        | Stany Zjednoczone | 8:04,59 |       |
| 11.     | Akira Kiniwa       | Japonia           | 8:04,95 | NR    |
| 12.     | Réda Benzine       | Algieria          | 8:07,89 |       |
| 13.     | Yonas Kifle        | Erytrea           | 8:34,41 |       |